# SGS (motorfiets)
SGS is een historisch Engels merk van motorfietsen.
De bedrijfsnaam was Syd Gleave Engineering Works, Macclesfield.
Gleave was een bekende racer, die tussen 1926 en 1933 behalve racemotoren met 248-, 348- en 490 cc JAP-blokken ook straatmodellen met 147- tot 346 cc Villiers-motoren bouwde. Hij deed dit deels in de Diamond-fabriek in Wolverhampton. Syd Gleave zelf won in 1930 de 250 cc klasse van de Ulster Grand Prix met een SGS-JAP en in 1933 de Lightweight TT met een 248 cc-vierklepper van Excelsior.

## Syd (Sid) Gleave
Syd Gleave werd geboren in Macclesfield. In de jaren twintig ging hij met motorfietsen racen. In 1935 moest hij na een zware val zijn racecarrière beëindigen. Hij had intussen zijn vliegbrevet gehaald en begon deel te nemen aan luchtraces. In 1938 werd hij lid van de Fleet Air Arm, de luchtvaarttak van de Royal Navy. In 1942 werd hij testpiloot voor Avro. Hij verongelukte in 1942 toen hij een duikvlucht maakte tijdens een test met een Avro Lancaster.